# Armando Chelodi
Armando Chelodi (Cavalese, 12 gennaio 1973) è un dirigente sportivo, allenatore di hockey su ghiaccio ed ex hockeista su ghiaccio italiano.

## Carriera

### Club
Ha giocato in squadre italiane per tutta la sua carriera. In massima serie ha giocato con HC Fiemme (1990-1994), HC Devils Milano (1994-1995), Asiago Hockey (1995-1996), SHC Fassa (1996-1997, 1998-1999 e 2003-2004) e HC Bolzano (per l'Alpenliga 1995, e nei campionati 1997-1998 e 1999-2003).
Negli ultimi anni di carriera ha giocato in serie A2, con l'HC Egna (2004-2007), SV Caldaro (2007-2010) e HC Gherdëina (2010-2011).
In carriera ha vinto due scudetti (entrambi con la maglia dell'HC Bolzano) ed un campionato di serie A2 con la maglia del SV Caldaro.
Anche il fratello minore Enrico è un giocatore di hockey su ghiaccio.

### Nazionale
Ha giocato stabilmente in Nazionale maggiore, dal 1990 al 2003, disputando sei edizioni del campionato del mondo élite e ad una di prima divisione.

### Allenatore e dirigente
Ha allenato tra il 2015 e il 2019 il Fiemme (che nel 2018 era divenuto frattanto Valdifiemme), in seconda serie. Ha poi allenato la squadra Under-19 nella stagione successiva.
Nel 2021 è diventato presidente dei fiammazzi, subentrando a Daniele Delladio.

## Palmarès

### Club
- Campionato italiano: 2:

Bolzano: 1997-1998, 1999-2000
- Serie A2: 1

Caldaro: 2007-2008